# Sheridan (Michigan)
Sheridan – wieś w Stanach Zjednoczonych, w stanie Michigan, w hrabstwie Montcalm.